# Дворец Розенштайн
Дворец Розенштейн или Розенштайн (Schloss Rosenstein) — одноэтажный дворец в стиле позднего классицизма, построенный на окраине Штутгарта в 1824—1829 годах архитектором Джованни Салуччи для короля Вильгельма I.
Резиденция расположена на холме Каленштейн, переименованном королём в Розенштейн в честь любимого цветка покойной королевы Екатерины Павловны. Рядом со дворцом был устроен Розарий. Вдовый король подолгу жил в этом дворце, здесь же и умер. В 1844—1846 годах под холмом был прорыт первый в Вюртемберге железнодорожный тоннель.
Напротив главного входа во дворец находится скульптурная группа «Водяная и луговая нимфы». На территории парка (нем.) — комплекс Вильгельма, состоящий из ботанического сада и зоопарка. В 1844—1854 годах парк украсили копии знаменитых античных статуй Венеры — Фидиевой, Милосской и Капитолийской.
Здание бывшей королевской резиденции занимает музей естествознания (нем.). Экспозиция знакомит с теорией эволюции, с дикой природой юго-западной Германии.